# Continvoir
 Continvoir  es una población y comuna francesa, situada en la región de  Centro, departamento de Indre y Loira, en el distrito de Chinon y cantón de Bourgueil.

## Demografía
| 605 | 570 | 439 | 479 | 420 | 449 |
| Para los censos de 1962 a 1999 la población legal corresponde a la población sin duplicidades (Fuente: INSEE [Consultar]) |     |     |     |     |     |